# Ugnshandske

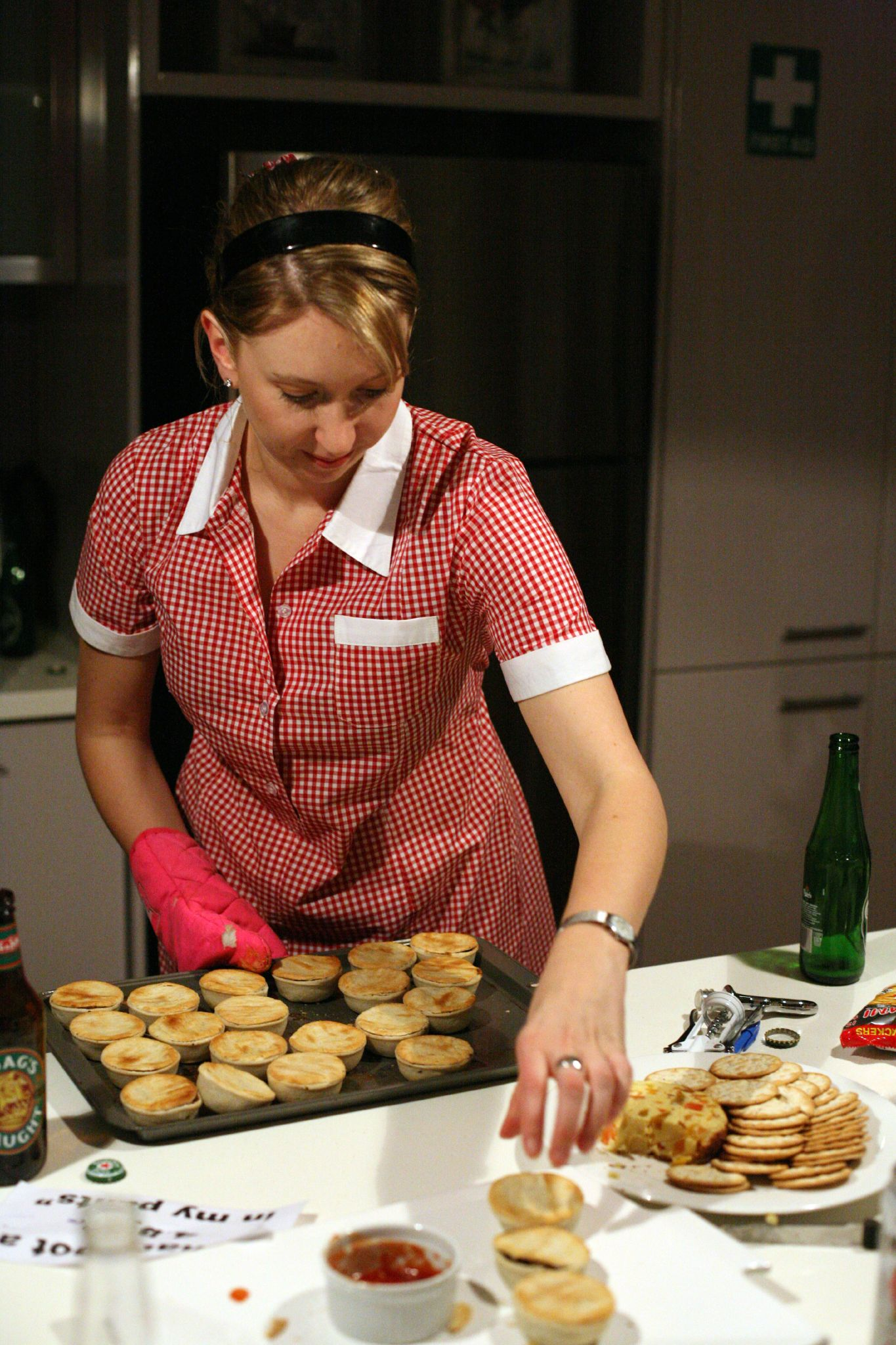
Kvinna med en rosa ugnshandske.

En ugnshandske, grythandske, ugnsvante, grytvante, grillhandske eller grillvante är en grytlapp som fungerar som en vante. För det mesta görs den i bomull men det finns även ugnsvantar i silikon. Ugnsvantar bestående av flera lager syntetmaterial, som nylonplysch eller polyester, skyddar särskilt bra mot värme men riskerar också att förstöras om det blir alltför hett.
Ordet "grytvante" är belagt i svenska språket sedan 1884.